# Decurió
|  | Per a altres significats, vegeu «Curial». |

Un Decurió a Roma va ser un cap militar, un càrrec curial municipal, i a les províncies va ser un membre de les assemblees municipals.

## A la cúria romana
A Roma, un decurió també va ser el cap d’una família que la representava a la cúria municipal o senat local. Aquesta institució es va crear durant la República seguint el model del senat de Roma.

## A l'exèrcit romà
El decurió al començament de la història de Roma, era un sotsoficial que comanava un grup de deu soldats. Tenia com a signe del seu rang un pugio o una daga. Si al començament el títol anava lligat a la divisió en decúries, aviat va designar només els oficials de cavalleria. Durant la república tenia el mateix grau que un centurió, i comanava una turma de cavalleria (al voltant de 32 genets, després 43 amb l'emperador Claudi). Durant l'imperi els decurions dirigien les turmae en unitats auxiliars (ales, cohorts muntades equitata, i unitats de guàrdia personal equites singulares.

## A les assemblees municipals
A les províncies romanes, els decurions eren membres de les assemblees municipals que s'encarregaven de l’administració a canvi d’un impost, l'aurum coronarium. No era, però, cap càrrec personal, sinó una condició social que hom adquiria per herència o fortuna, i que esdevingué obligatòria quan pertànyer al consell municipal deixà d’ésser un honor i esdevingué una càrrega. Les seves funcions eren semblants a les dels pretors.